# 22 Pułk Piechoty (austro-węgierski)

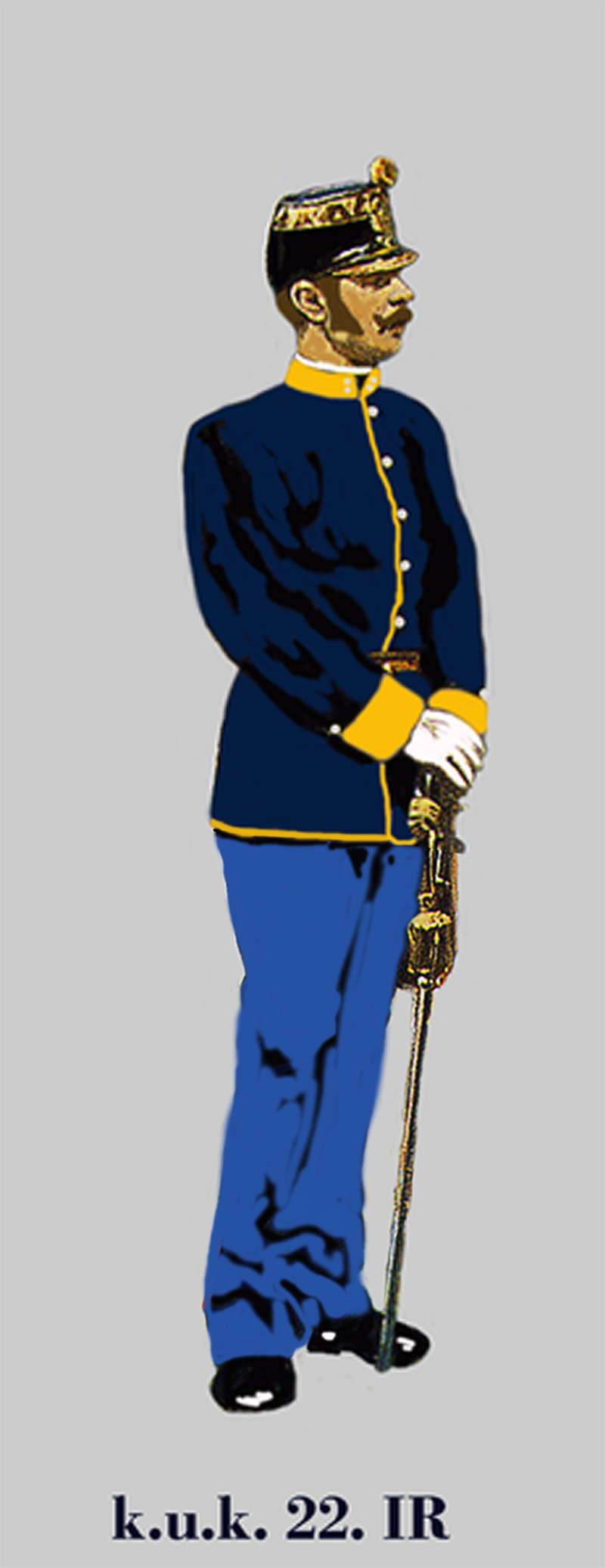
Podporucznik IR. 22 w mundurze paradnym

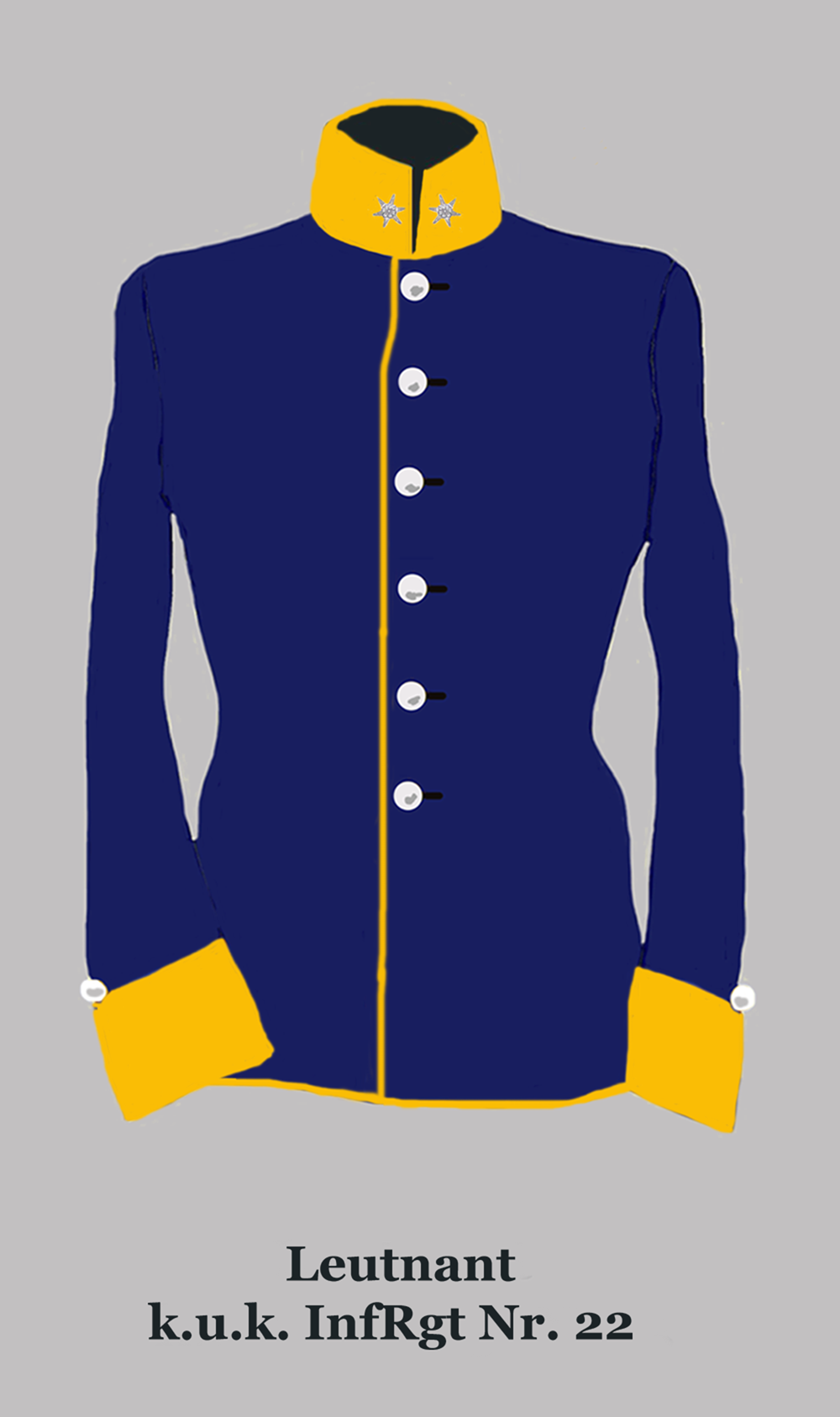
Kurtka munduru podporucznika IR. 22

Dalmatyński Pułk Piechoty Nr 22 (IR. 22) – pułk piechoty cesarskiej i królewskiej Armii.

## Historia pułku
Pułk kontynuował tradycje pułku utworzonego w 1709 roku. 
Okręg uzupełnień nr 22 Split (wł. Spalato), od 1906 roku Sinj na terytorium podporządkowanym Komendzie Wojskowej Zara, a od 1909 roku Komendzie 16 Korpusu.
W 1888 roku pułk otrzymał imię marszałka polnego Franza Moritza von Lacy „na wieczne czasy”.
Kolory pułkowe: cesarski żółty (kaisergelb), guziki srebrne. 
Skład narodowościowy w 1914 roku 82% – Chorwaci, Serbowie.
W 1874 roku sztab pułku został przeniesiony z Dubrownika (wł. Ragusa) Gorycji (niem. Görz), komenda rezerwowa i stacja okręgu uzupełnień z Triestu do Splitu (wł. Spalato), w miejsce dotychczasowej ekspozytury stacji okręgu uzupełnień. W Trieście utworzono ekspozysturę stacji okręgu uzupełnień. Do Triestu przeniesiony został również 4. batalion.
W 1878 roku sztab pułku został przeniesiony z Gorycji do Dubrownika.
W 1880 roku pułk otrzymał nową nazwę wyróżniającą „Dalmatyńsko-pobrzeżny” (niem. 22. Dalmatinisch-küstenländisches Infanterie-Regiment). W tym samym roku sztab pułku został przeniesiony z Dubrownika (wł. Ragusa) do Zadaru (wł. Zara). Komenda rezerwowa i komenda okręgu uzupełnień pozostawała w Splicie (wł. Spalato), a ekspozytura komendy okręgu uzupełnień w Trieście.
W 1882 roku zmieniono nazwę wróżniającą z „Dalmatyńsko-pobrzeżny” na „Dalmatyński”.
W 1887 roku sztab pułku został przeniesiony do Kotoru (wł. Cattaro), a w następnym roku do Castelnuovo.
W 1899 roku komenda pułku razem z 1. i 4. batalionem stacjonowała w Castelnuovo, 2. batalion w Splicie (wł. Spalato), a 3. batalion w Budvie (wł. Budua). Pułk (bez 2. batalionu) wchodził w skład 94 Brygady Piechoty, natomiast 2. batalion był podporządkowany generałowi przydzielonemu do Komendy Wojskowej Zara.
W 1890 roku komenda pułku razem z 1. i 3. batalionem została przeniesiona do Zadaru, a 4. batalion do Budva. 2. batalion pozostał w Splicie. Równocześnie pułk (bez 2. batalionu) został podporządkowany generałowi przydzielonemu do Komendy Wojskowej Zara, natomiast 2. batalion wszedł w skład 94 Brygady Piechoty w Kotorze.
W latach 1898–1906 komenda pułku razem z 2. i 4. batalionem stacjonowała w Zadarze (wł. Zara), 1. batalion w Splicie (wł. Spalato), a 3. batalion w Ragusa.
W 1906 roku komenda pułku razem z 2. batalionem stacjonowała w Zadarze, 1. batalion w Sinju, a 3. i 4. bataliony w Kotorze (wł. Cattaro). Pułk (bez 3. i 4. batalionu) wchodził w skład 5 Brygady Górskiej w Zadarze, natomiast 3. i 4. batalion wchodził w skład 4 Brygady Górskiej w Kotorze. Obie brygady były wówczas bezpośrednio podporządkowane Komendzie Wojskowej Zara.
W 1907 roku pułk został podzielony na dwie grupy, a mianowicie:
- Grupę Północ (niem. Nordgruppe) pod dowództwem dotychczasowego komendanta pułku, płk. Dušana Velebita w składzie: komenda pułku i 2. batalion w Zadarze oraz 1. batalion w Sinju, oraz
- Grupę Południe (niem. Südgruppe) pod komendą nowego komendanta pułku, płk. Aloisego Vacka w składzie: komenda pułku i 3 batalion w Castelnuovo oraz 4. batalion w Tivat (wł. Teodo).

Obie grupy zachowały dotychczasową podległość: Grupa Północ pod 5 Brygadę Górską, a Grupa Południe pod 4 Brygadę Górską.
W 1912 roku pułk został scalony.
W latach 1912–1914 pułk (bez 1. batalionu) stacjonował w Mostarze i wchodził w skład 13 Brygady Górskiej należącej do 18 Dywizji Piechoty, natomiast 1. batalion był detaszowany w Sinju (w 1913 w Spalato) i wchodził w skład 5 Brygady Górskiej należącej do 47 Dywizji Piechoty.

## Szefowie pułku
Kolejnymi szefami pułku byli:
- FML Engelhard von Plischau (Plüskow lub Plüschau) (1709 – †1717),
- generał major Franz Carl Laimbruk zu Epurg (Laimpruch zu Eppurg) (1718 – 1723),
- marszałek polny Franz Moritz von Lacy (1758 – †24 XI 1801),
- marszałek polny, książę Friedrich Josias von Sachsen-Coburg-Saalfeld (1802 – †26 II 1815),
- marszałek polny Friedrich August Herzog Nassu-Usingen (1815 – †24 III 1816),
- książę Sycylii Leopold (1816 – †10 III 1851),
- FZM Franz Emil Lorenz Heeremann von Wimpffen (1851 – †26 XI 1870),
- FZM Joseph von Weber (1871 – †14 VII 1906),
- generał piechoty Marian Varešanin von Vareš (1906 – †22 IV 1917).

## Żołnierze pułku
Komendanci pułku
- płk Joseph Holzer von Mezzalana (1855 – 1857 → komendant twierdzy w Kotorze)
- płk Joseph Koppi (1857 – )
- płk Eduard Erhardt (1863)
- płk SG Eugen Kopfinger von Trebienau ( – 1872 → szef sztabu Generalnej Komendy w Brnie)
- płk Carl Bellmond von Adlerhorst (1872[4] – 1875)
- płk August Volkart (1875 – 1878 → komendant 62 Brygady Piechoty)
- płk Ludwig Janski (1878 – 1879)
- płk Peter Hraniloviċ de Cvêtasin (1879 – 1884 → komendant 71 Brygady Piechoty)
- płk Johann Mammer (1884 – 1886)
- płk August Liel von Bernstett(1886 – 1888)
- płk Anton Ivaniševiċ (1888 – 1890)
- płk Karl Lovetto (1890[15] – 1894 → komendant 55 Brygady Piechoty)
- płk Johann Steffan von Illheim (1894[1] – 1899 → komendant 7 Brygady Piechoty)
- płk Raimund Domansky von Domán (1899 – 1904 → komendant 38 Brygady Piechoty)
- płk Viktor von Khuepach zu Ried, Zimmerlehen und Haslburg (1904 – 1905)
- płk / gen. mjr Dušan Velebit (1905 – 1907 i 1907–1910 komendant Grupy Północ → 1 II 1911 stan spoczynku)
- płk Felix Andrian (komendant Grupy Północ 1910 – 1912 i komendant pułku 1912[14] – 1913 → komendant 8 Brygady Górskiej)
- płk Alois Vacek von Strakov (1907[16] – 1912 komendant Grupy Południe → komendant 8 Brygady Piechoty)
- płk Rudolf Streith (1914 – 1915 → brygadier)
- płk Josef Zechbauer (1915 – 1916 → Generalne Gubernatorstwo Wojskowe w Kielcach)
- płk Gustav Wolff (1917 – 1918)

Oficerowie
- lekarz pułkowy Herman Rodziński (1888–1895)